# Rhett Warrener
Rhett Adam Warrener (* 27. Januar 1976 in Shaunavon, Saskatchewan) ist ein ehemaliger kanadischer Eishockeyspieler und -scout, der im Verlauf seiner aktiven Karriere zwischen 1991 und 2009 unter anderem 815 Spiele für die Florida Panthers, Buffalo Sabres und Calgary Flames in der National Hockey League auf der Position des Verteidigers bestritten hat.

## Karriere
Rhett Warrener begann seine Karriere als Eishockeyspieler 1991 bei den Saskatoon Blades in der Western Hockey League, für die er insgesamt vier Jahre lang spielte. Während des NHL Entry Draft 1994 wurde Warrener in der zweiten Runde als insgesamt 27. Spieler von den Florida Panthers gewählt. Für die Panthers spielte der Kanadier bis 1999. In seiner ersten Spielzeit in Florida stand er auch in neun Spielen für das Farmteam der Panthers, die Carolina Monarchs aus der American Hockey League, auf dem Eis. Am 23. März 1999 wurde er gemeinsam mit einem Fünftrunden-Wahlrecht im NHL Entry Draft 1999 an die Buffalo Sabres abgegeben, die dafür Mike Wilson an die Panthers abgaben. Ab dem 3. Juli 2003 spielte Warrener für die Calgary Flames. Mit allen seinen drei Mannschaften aus der National Hockey League verlor Warrener je einmal die Finalspiele um den Stanley Cup: 1996 mit den Florida Panthers, 1999 mit den Buffalo Sabres und 2004 mit den Calgary Flames.
Aufgrund der Überschreitung des Salary Cap wurde Warrener bis auf Weiteres am 26. Juni 2008 von den Calgary Flames aus ihrem NHL-Kader gestrichen. Anschließend konnte er in der Saison 2008/09 verletzungsbedingt kein Spiel absolvieren. Im Sommer 2009 beendete er seine aktive Karriere und arbeitete anschließend einige Jahre als Scout für die Calgary Flames.

### International
Warrener vertrat die kanadische Nationalmannschaft bei der Junioren-Weltmeisterschaft 1996. Die Kanadier gewannen bei diesem Turnier die Goldmedaille und der Verteidiger stand in sechs Begegnungen auf dem Eis, in denen er punktlos blieb und vier Strafminuten erhielt.

## Erfolge und Auszeichnungen
- 1993 Bronzemedaille beim Pacific Cup
- 1996 Goldmedaille bei der Junioren-Weltmeisterschaft

## Karrierestatistik

### International
Vertrat Kanada bei:
- Pacific Cup 1993
- Junioren-Weltmeisterschaft 1996

(Legende zur Spielerstatistik: Sp oder GP = absolvierte Spiele; T oder G = erzielte Tore; V oder A = erzielte Assists; Pkt oder Pts = erzielte Scorerpunkte; SM oder PIM = erhaltene Strafminuten; +/− = Plus/Minus-Bilanz; PP = erzielte Überzahltore; SH = erzielte Unterzahltore; GW = erzielte Siegtore; 1 Play-downs/Relegation; Kursiv: Statistik nicht vollständig)